# Valles di Marte
Segue una lista delle valles presenti sulla superficie di Marte. La nomenclatura di Marte è regolata dall'Unione Astronomica Internazionale; la lista contiene solo formazioni esogeologiche ufficialmente riconosciute da tale istituzione.
Le valles di Marte portano i nomi di fiumi terrestri, oppure il nome di Marte, la parola stella o la parola pianeta in varie lingue del mondo.
Fanno eccezione Valles Marineris nome complessivo di un sistema di valles, dedicato al programma di esplorazione spaziale, e due valli battezzate coi nomi attribuiti dall'URSS: Runa Vallis e Surinda Valles.
Si contano anche quattro valles inizialmente battezzate dall'IAU e la cui denominazione è stata poi abrogata.

## Prospetto
| Vallis             | Eponimo | Latitudine | Longitudine | Diametro   |
| ------------------ | --- | ---------- | ----------- | ---------- |
| Abus Vallis        | Abus - Antico nome del fiume Humber in Inghilterra.                                                                 | 5,49° S    | 212,8° E    | 60,99 km   |
| Allegheny Vallis   | Allegheny - Fiume in Pennsylvania e New York negli Stati Uniti d'America.                                           | 9,01° S    | 306,1° E    | 171,08 km  |
| Al-Qahira Vallis   | Al-Qahira - Il nome di Marte in arabo, indonesiano e malese.                                                        | 18,23° S   | 162,41° E   | 600 km     |
| Anio Valles        | Anio - Antico nome del fiume Aniene in Italia.                                                                      | 37,75° N   | 55,89° E    | 54 km      |
| Apsus Vallis       | Apsus - Antico nome del fiume Semneni in Grecia.                                                                    | 34,91° N   | 134,99° E   | 121,56 km  |
| Arda Valles        | Arda - Fiume in Bulgaria e Grecia.                                                                                  | 20,4° S    | 327,69° E   | 173,67 km  |
| Ares Vallis        | Ares - Il nome di Marte in greco.                                                                                   | 10,29° N   | 334,39° E   | 1757,67 km |
| Arnus Vallis       | Arnus - Antico nome del fiume Arno in Italia.                                                                       | 13,97° N   | 70,61° E    | 311,61 km  |
| Asopus Vallis      | Asopus - Antico nome del fiume Hagios in Grecia.                                                                    | 4,29° S    | 210,39° E   | 40,82 km   |
| Athabasca Valles   | Athabasca - Fiume nell'Alberta in Canada                                                                            | 8,54° N    | 155,01° E   | 270 km     |
| Auqakuh Vallis     | Auqakuh - Il nome di Marte in quechua.                                                                              | 30,25° N   | 60,41° E    | 347 km     |
| Axius Valles       | Axius - Antico nome del fiume Vardar in Macedonia e Grecia.                                                         | 54,53° S   | 70,72° E    | 435,95 km  |
| Bahram Vallis      | Bahram - Il nome di Marte in persiano.                                                                              | 20,42° N   | 302,86° E   | 269,68 km  |
| Bashkaus Valles    | Baškaus - Fiume in Russia.                                                                                          | 25,68° S   | 356,74° E   | 246,93 km  |
| Brazos Valles      | Brazos - Fiume in Texas negli Stati Uniti d'America.                                                                | 6,08° S    | 18,7° E     | 387,51 km  |
| Buvinda Vallis     | Buvinda - Antico nome del fiume Boyne in Irlanda.                                                                   | 33,17° N   | 151,96° E   | 134,17 km  |
| Chico Valles       | Chico - Fiume in Argentina.                                                                                         | 66,77° S   | 207,77° E   | 446,35 km  |
| Clanis Valles      | Clanis - Antico fiume della Val di Chiana in Italia.                                                                | 33,24° N   | 58,47° E    | 58 km      |
| Clasia Vallis      | Clasia - Antico nome del fiume Chiascio in Italia.                                                                  | 33,77° N   | 57,04° E    | 147 km     |
| Clota Vallis       | Clota - Antico nome del fiume Clyde in Scozia.                                                                      | 25,59° S   | 339,5° E    | 114,36 km  |
| Columbia Valles    | Columbia - Fiume in Columbia Britannica, Washington e Oregon.                                                       | 9,44° S    | 317,1° E    | 84,82 km   |
| Coogoon Valles     | Coogoon - Fiume nel Queensland in Australia.                                                                        | 17,19° N   | 338,26° E   | 300 km     |
| Cusus Valles       | Cusus - Antico nome del fiume Hron in Slovacchia.                                                                   | 14,05° N   | 50,37° E    | 250,24 km  |
| Daga Vallis        | Daga - Fiume in Birmania.                                                                                           | 12,07° S   | 317,58° E   | 49,86 km   |
| Dao Vallis         | Dao - La parola stella in thailandese.                                                                              | 37,61° S   | 88,89° E    | 794 km     |
| Deva Vallis        | Deva - Antico nome del fiume Dee in Scozia.                                                                         | 7,67° S    | 203,13° E   | 53,65 km   |
| Dittaino Valles    | Dittaino - Fiume in Italia.                                                                                         | 1,43° S    | 293,14° E   | 157,42 km  |
| Doanus Vallis      | Doanus - Antico nome del fiume Gange in India.                                                                      | 63,02° S   | 334,41° E   | 139,91 km  |
| Drava Valles       | Drava - Fiume in Italia, Austria, Slovenia, Croazia e Ungheria.                                                     | 48,86° S   | 165,99° E   | 159,03 km  |
| Drilon Vallis      | Drilon - Antico nome del fiume Drin in Albania, Serbia e Macedonia.                                                 | 7,17° N    | 307,66° E   | 118,53 km  |
| Dubis Vallis       | Dubis - Antico nome del fiume Doubs in Francia e Svizzera.                                                          | 5,16° S    | 211,87° E   | 45,42 km   |
| Dulce Vallis       | Dulce - Fiume in Argentina.                                                                                         | 4,82° S    | 136,54° E   | 32,46 km   |
| Durius Valles      | Durius - Antico nome del fiume Duero in Spagna e Portogallo.                                                        | 17,3° S    | 171,98° E   | 240 km     |
| Dzigai Vallis      | Dzigai - La parola valle in navajo.                                                                                 | 58,1° S    | 323,41° E   | 327,31 km  |
| Elaver Vallis      | Elaver - Antico nome del fiume Elaver in Francia.                                                                   | 9,38° S    | 310,48° E   | 178,92 km  |
| Enipeus Vallis     | Enipeus - Antico nome del fiume Enipefs in Grecia.                                                                  | 36,8° N    | 267,2° E    | 527,07 km  |
| Evros Vallis       | Evros - Fiume in Bulgaria, Grecia e Turchia.                                                                        | 12,65° S   | 13,83° E    | 358,01 km  |
| Farah Vallis       | Farah - Fiume in Afghanistan.                                                                                       | 6,03° S    | 136,8° E    | 76,37 km   |
| Frento Vallis      | Frento - Antico nome del fiume Fortore in Italia.                                                                   | 50,03° S   | 345,16° E   | 251,09 km  |
| Gediz Vallis       | Gediz - Fiume in Turchia.                                                                                           | 4,85° S    | 137,44° E   | 8,3 km     |
| Granicus Valles    | Granicus - Antico nome del fiume Granico in Turchia.                                                                | 30,58° N   | 129,97° E   | 777,78 km  |
| Grjótá Valles      | Grjótá - Fiume in Islanda.                                                                                          | 15,38° N   | 166,38° E   | 343,77 km  |
| Harmakhis Vallis   | Harmakhis - Il nome di Marte in egiziano antico.                                                                    | 40,98° S   | 90,06° E    | 526,66 km  |
| Havel Vallis       | Havel - Fiume in Germania.                                                                                          | 1° N       | 302,5° E    | 240 km     |
| Hebrus Valles      | Hebrus - Antico nome del fiume Evros in Bulgaria, Grecia e Turchia.                                                 | 19,88° N   | 126,74° E   | 325 km     |
| Her Desher Vallis  | Her Desher - Il nome di Marte in egiziano moderno.                                                                  | 25,08° S   | 312,07° E   | 117,29 km  |
| Hermus Vallis      | Hermus - Antico nome del fiume Sarabat in Turchia.                                                                  | 5,32° S    | 212,19° E   | 53,32 km   |
| Himera Valles      | Himera - Antico nome del fiume Imera Meridionale in Italia.                                                         | 21,54° S   | 337,34° E   | 175 km     |
| Hrad Vallis        | Hrad - Il nome di Marte in armeno.                                                                                  | 38,17° N   | 135,91° E   | 974,4 km   |
| Huallaga Vallis    | Huallaga - Fiume in Perù.                                                                                           | 26,67° S   | 79,07° E    | 92,5 km    |
| Huo Hsing Vallis   | Huo Hsing - Il nome di Marte in cinese.                                                                             | 30,19° N   | 66,61° E    | 332,3 km   |
| Hypanis Valles     | Hypanis - Antico nome del fiume Kuban' in Russia.                                                                   | 9,46° N    | 313,58° E   | 220 km     |
| Hypsas Vallis      | Hypsas - Antico nome del fiume Belice in Italia.                                                                    | 33,63° N   | 57,99° E    | 36,47 km   |
| Iberus Vallis      | Iberus - Antico nome del fiume Ebro in Spagna.                                                                      | 21,25° N   | 152,07° E   | 87,26 km   |
| Indus Vallis       | Indus - Antico nome del fiume Indo in Pakistan, Cina e India.                                                       | 18,95° N   | 38,88° E    | 342 km     |
| Isara Valles       | Isara - Antico nome del fiume Oise in Belgio e Francia.                                                             | 5,31° S    | 213,58° E   | 5,36 km    |
| Ituxi Vallis       | Ituxi - Fiume in Brasile.                                                                                           | 25,45° N   | 153,32° E   | 123,07 km  |
| Jhelum Vallis      | Jhelum - Fiume in Pakistan e India.                                                                                 | 6,19° N    | 336,31° E   | 351 km     |
| Kārūn Valles       | Karun - Fiume in Iran.                                                                                              | 35,94° S   | 174,1° E    | 64 km      |
| Kasei Valles       | Kasei - Il nome di Marte in giapponese.                                                                             | 25,14° N   | 297,12° E   | 1580 km    |
| Labou Vallis       | Labou - Il nome di Marte in francese.                                                                               | 8,63° S    | 205,58° E   | 257,79 km  |
| Ladon Valles       | Ladon - Antico nome del fiume Λάδωνας (Ládonas) nella penisola del Peloponneso, in Grecia.                          | 22,43° S   | 331,39° E   | 244,59 km  |
| Lethe Vallis       | Lethe - Fiume in Alaska nel Parco nazionale e riserva di Katmai.                                                    | 3,16° N    | 154,97° E   | 236,65 km  |
| Licus Vallis       | Licus - Antico nome del fiume Lech in Austria e Germania.                                                           | 3,05° S    | 126,35° E   | 240 km     |
| Liris Valles       | Liris - Antico nome del fiume Liri in Italia.                                                                       | 10,5° S    | 58,25° E    | 596,24 km  |
| Lobo Vallis        | Lobo - Fiume in Costa d'Avorio.                                                                                     | 26,82° N   | 298,83° E   | 80 km      |
| Locras Valles      | Locras - Antico nome del fiume Talavo in Corsica.                                                                   | 8,84° N    | 48,26° E    | 351,32 km  |
| Loire Valles       | Loira - Fiume in Francia.                                                                                           | 17,69° S   | 342,97° E   | 790 km     |
| Louros Valles      | Louros - Fiume in Grecia.                                                                                           | 8,41° S    | 278,23° E   | 516,14 km  |
| Ma'adim Vallis     | Ma'adim - Il nome di Marte in ebraico.                                                                              | 21,98° S   | 177,5° E    | 913,11 km  |
| Mad Vallis         | Mad - Fiume in Vermont.                                                                                             | 56,27° S   | 76,47° E    | 537,37 km  |
| Maja Valles        | Maja - Il nome di Marte in nepalese.                                                                                | 10,23° N   | 301,62° E   | 1515 km    |
| Mamers Valles      | Mamers - Il nome di Marte in osco.                                                                                  | 40,65° N   | 17,94° E    | 1020 km    |
| Mangala Valles     | Mangala - Il nome di Marte in sanscrito.                                                                            | 11,32° S   | 208,61° E   | 900 km     |
| Marikh Vallis      | Marikh - Il nome di Marte in malese.                                                                                | 19,16° S   | 4,32° E     | 1147,22 km |
| Valles Marineris   | Programma Mariner - Programma della NASA per l'esplorazione dei pianeti interni del sistema solare.                 | 14,01° S   | 301,41° E   | 3761,28 km |
| Marte Vallis       | Marte - Il nome di Marte in spagnolo.                                                                               | 14,08° N   | 182,9° E    | 231,43 km  |
| Matrona Vallis     | Matrona - Antico nome del fiume Marna in Francia.                                                                   | 7,66° S    | 176,19° E   | 61,28 km   |
| Maumee Valles      | Maumee - Fiume in Indiana e Ohio.                                                                                   | 19,51° N   | 307,15° E   | 390 km     |
| Mawrth Vallis      | Mawrth - Il nome di Marte in gallese.                                                                               | 22,43° N   | 343,03° E   | 634,63 km  |
| Minio Vallis       | Minio - Antico nome del fiume Mignone in Italia.                                                                    | 4,38° S    | 208,33° E   | 90 km      |
| Moa Valles         | Moa - Fiume in Guinea, Liberia e Sierra Leone.                                                                      | 35,62° N   | 305,3° E    | 265 km     |
| Morava Valles      | Morava - Fiume in Repubblica Ceca.                                                                                  | 13,57° S   | 335,8° E    | 364,1 km   |
| Mosa Vallis        | Mosa - Fiume in Francia, Belgio e Paesi Bassi.                                                                      | 15,09° S   | 22,2° E     | 191,6 km   |
| Munda Vallis       | Munda - Antico nome del fiume Mondego in Portogallo.                                                                | 5,37° S    | 213,83° E   | 9,13 km    |
| Naktong Vallis     | Nakdong - Fiume in Corea del Sud.                                                                                   | 4,89° N    | 33,39° E    | 669,63 km  |
| Nanedi Valles      | Nanedi - La parola pianeta in sesotho.                                                                              | 5,05° N    | 311,38° E   | 550 km     |
| Napo Vallis        | Napo - Fiume in Ecuador e Perù.                                                                                     | 25,97° S   | 78,03° E    | 87,5 km    |
| Naro Vallis        | Naro - Antico nome del fiume Narenta in Bosnia ed Erzegovina e Croazia.                                             | 4° S       | 60,71° E    | 442,72 km  |
| Navua Valles       | Navua - Fiume nelle Figi.                                                                                           | 33,94° S   | 82,68° E    | 500 km     |
| Nen Valles         | Nen - Fiume in Cina.                                                                                                | 0,64° N    | 123,08° E   | 203 km     |
| Neretva Vallis     | Narenta - Fiume in Bosnia ed Erzegovina e Croazia.                                                                  | 18,55° S   | 77,22° E    | 17 km      |
| Nestus Valles      | Nestus - Antico nome del fiume Nestus in Bulgaria e Grecia.                                                         | 7,03° S    | 201,52° E   | 38,25 km   |
| Nia Vallis         | Nia - Antico nome del fiume Senegal in Mali, Mauritania e Senegal, nonché nome di un canale di Lowell.              | 53,53° S   | 325,19° E   | 140 km     |
| Nicer Vallis       | Nicer - Antico nome del fiume Neckar in Germania.                                                                   | 6,96° S    | 201,81° E   | 22,6 km    |
| Niger Vallis       | Niger - Fiume in Guinea, Mali, Niger, Benin e Nigeria.                                                              | 34,96° S   | 92,57° E    | 360 km     |
| Nirgal Vallis      | Nirgal - Il nome di Marte in babilonese.                                                                            | 28,16° S   | 318,32° E   | 610 km     |
| Ochus Valles       | Ochus - Antico nome di un affluente del fiume Hari-Rud in Turkmenistan.                                             | 7,07° N    | 314,96° E   | 127 km     |
| Okavango Valles    | Okavango - Fiume in Angola, Namibia, Botswana.                                                                      | 38,1° N    | 8,97° E     | 285,12 km  |
| Oltis Valles       | Oltis - Antico nome del fiume Lot in Francia.                                                                       | 23,5° S    | 338,35° E   | 169,3 km   |
| Osuga Valles       | Osuga - Fiume in Russia.                                                                                            | 15,31° S   | 321,41° E   | 164 km     |
| Padus Vallis       | Padus - Antico nome del fiume Po in Italia.                                                                         | 4,52° S    | 210,02° E   | 57,42 km   |
| Pallacopas Vallis  | Pallacopas - Antico nome di un canale d'irrigazione parallelo al fiume Eufrate, nonché nome di un canale di Lowell. | 54,73° S   | 339,52° E   | 134,77 km  |
| Paraná Valles      | Paraná - Fiume in Brasile, Argentina e Paraguay.                                                                    | 23,19° S   | 350,2° E    | 329,13 km  |
| Patapsco Vallis    | Patapsco - Fiume in Maryland.                                                                                       | 23,7° N    | 152,51° E   | 172,87 km  |
| Peace Vallis       | Peace - Fiume nella Columbia Britannica e nell'Alberta in Canada.                                                   | 4,21° S    | 137,23° E   | 35,24 km   |
| Pliva Vallis       | Pliva - Fiume in Bosnia-Erzegovina.                                                                                 | 18,67° N   | 78,35° E    | 30 km      |
| Protva Valles      | Protva - Fiume in Russia.                                                                                           | 29,11° S   | 299,42° E   | 259,71 km  |
| Rahway Valles      | Rahway - Fiume in New Jersey.                                                                                       | 8,46° N    | 173,58° E   | 346,19 km  |
| Ravi Vallis        | Ravi - Antico nome di fiume in Pakistan.                                                                            | 0,42° S    | 319,52° E   | 148,78 km  |
| Ravius Valles      | Ravius - Antico nome del fiume Erne in Irlanda.                                                                     | 46,12° N   | 249,83° E   | 388,18 km  |
| Reull Vallis       | Reull - La parola pianeta in gaelico.                                                                               | 42,14° S   | 104,95° E   | 1051,94 km |
| Rhabon Valles      | Rhabon - Antico nome di fiume in Romania.                                                                           | 21,21° N   | 268,73° E   | 245 km     |
| Rubicon Valles     | Rubicone - Fiume in Italia.                                                                                         | 44,41° N   | 242,48° E   | 308,21 km  |
| Runa Vallis        | Non noto. | 28,34° S   | 323,29° E   | 36 km      |
| Sabis Vallis       | Sabis - Antico nome del fiume Sambre in Francia e Belgio.                                                           | 5,01° S    | 207,49° E   | 212,91 km  |
| Sabrina Vallis     | Sabrina - Antico nome del fiume Sambre in Galles e Inghilterra.                                                     | 10,99° N   | 310,96° E   | 280 km     |
| Sakarya Vallis     | Sakarya - Fiume in Turchia.                                                                                         | 5,10° S    | 137,33° E   | 26 km      |
| Samara Valles      | Samara - Antico nome del fiume Somme in Francia.                                                                    | 24,17° S   | 341,27° E   | 661,84 km  |
| Sava Vallis        | Sava - Fiume in Slovenia, Croazia, Bosnia-Erzegovina e Serbia.                                                      | 19,09° N   | 77,13° E    | 62 km      |
| Scamander Vallis   | Scamandro - Fiume dell'antica città di Troia.                                                                       | 15,89° N   | 28,53° E    | 269 km     |
| Senus Vallis       | Senus - Antico nome del fiume Shannon in Irlanda.                                                                   | 5,23° S    | 213,04° E   | 22,18 km   |
| Sepik Vallis       | Sepik - Fiume in Papua Nuova Guinea e Indonesia.                                                                    | 1,01° S    | 294,27° E   | 59 km      |
| Shalbatana Vallis  | Shalbatana - Il nome di Marte in accadico.                                                                          | 7,33° N    | 317,91° E   | 1029 km    |
| Silinka Vallis     | Silinka - Fiume in Russia.                                                                                          | 9,13° N    | 331,95° E   | 150,93 km  |
| Simud Valles       | Simud - Il nome di Marte in sumero.                                                                                 | 19,09° N   | 321,99° E   | 987,99 km  |
| Stura Vallis       | Stura di Demonte - Fiume in Italia.                                                                                 | 22,71° N   | 142,47° E   | 75 km      |
| Subur Vallis       | Subur - Antico nome del fiume Sebou in Marocco.                                                                     | 11,63° N   | 306,85° E   | 26,2 km    |
| Sungari Vallis     | Sungari - Altro nome del fiume Songhua in Cina.                                                                     | 40,33° S   | 88,5° E     | 344,82 km  |
| Surinda Valles     | Surinda - Non noto.                                                                                                 | 28,8° S    | 324,89° E   | 80,07 km   |
| Surius Vallis      | Surius - Antico nome di un fiume della Colchide affluente del Don, nonché nome di un canale di Lowell.              | 61,2° S    | 311,28° E   | 30,76 km   |
| Tader Valles       | Tader - Antico nome del fiume Segura in Spagna.                                                                     | 48,78° S   | 207,7° E    | 200 km     |
| Tagus Valles       | Tagus - Antico nome del fiume Tago in Spagna e Portogallo.                                                          | 6,68° S    | 114,54° E   | 144,58 km  |
| Tana Vallis        | Tana - Fiume in Kenya.                                                                                              | 4,78° N    | 332,11° E   | 56,51 km   |
| Taus Vallis        | Taus - Antico nome del fiume Tweed nel Regno Unito.                                                                 | 4,85° S    | 211,68° E   | 10,4 km    |
| Termes Vallis      | Termes - Antico nome del fiume Tormes in Spagna.                                                                    | 11,11° S   | 202,99° E   | 55,6 km    |
| Teviot Vallis      | Teviot - Fiume in Scozia.                                                                                           | 43,37° S   | 102,26° E   | 143,89 km  |
| Tigre Valles       | Tigre - Fiume in Perù.                                                                                              | 12,02° S   | 322,91° E   | 102,82 km  |
| Tinia Valles       | Tinia - Antico nome del fiume Topino in Italia.                                                                     | 4,61° S    | 211,12° E   | 17,83 km   |
| Tinjar Valles      | Tinjar - Fiume nel Borneo.                                                                                          | 37,54° N   | 124,27° E   | 400,58 km  |
| Tinto Vallis       | Tinto - Fiume in Spagna.                                                                                            | 3,97° S    | 111,5° E    | 191,97 km  |
| Tisia Valles       | Tisia - Antico nome del fiume Tibisco in Ucraina, Slovacchia, Ungheria, Romania e Serbia.                           | 10,75° S   | 46,72° E    | 384,05 km  |
| Tiu Valles         | Tiu - Il nome di Marte in inglese antico.                                                                           | 16,23° N   | 325,14° E   | 1720 km    |
| Trebia Valles      | Trebia - Antico nome del fiume Trebbia in Italia.                                                                   | 32,08° N   | 150,12° E   | 179,8 km   |
| Tyras Vallis       | Tyras - Antico nome del fiume Nistro in Ucraina e Moldavia.                                                         | 8,33° N    | 309,85° E   | 99,13 km   |
| Una Vallis         | Una - Fiume in Bosnia ed Erzegovina e Croazia.                                                                      | 18,29° S   | 77,07° E    | 5 km       |
| Uzboi Vallis       | Uzboi - Il nome del ramo abbandonato dall'Amu Darya verso il Mar Caspio.                                            | 29,46° S   | 323,02° E   | 353,53 km  |
| Varus Valles       | Varus - Antico nome del fiume Varo in Francia.                                                                      | 8,57° S    | 204,01° E   | 90,12 km   |
| Vedra Valles       | Vedra - Antico nome del fiume Wear in Inghilterra.                                                                  | 19,12° N   | 304,52° E   | 118 km     |
| Verde Vallis       | Verde - Fiume in Arizona.                                                                                           | 0,5° S     | 29,88° E    | 133 km     |
| Vichada Valles     | Vichada - Fiume in Colombia.                                                                                        | 19,87° S   | 88,13° E    | 438,31 km  |
| Vistula Valles     | Vistula - Antico nome del fiume Vistola in Polonia.                                                                 | 13,41° N   | 308,03° E   | 193 km     |
| Waikato Vallis     | Waikato - Fiume in Nuova Zelanda.                                                                                   | 33,33° S   | 113,78° E   | 228,03 km  |
| Walla Walla Vallis | Walla Walla - Fiume nello stato di Washington.                                                                      | 9,88° S    | 305,54° E   | 22,99 km   |
| Warrego Valles     | Warrego - Fiume in Australia.                                                                                       | 41,84° S   | 267,85° E   | 205,08 km  |
| Zarqa Valles       | Zarqa - Fiume in Giordania.                                                                                         | 0,32° N    | 80,59° E    | 21,37 km   |

## Nomenclatura abolita
| Vallis           | Eponimo                                       | Latitudine | Longitudine | Diametro  | Motivazione                          |
| ---------------- | --------------------------------------------- | ---------- | ----------- | --------- | ------------------------------------ |
| Athabasca Vallis | Athabasca - Fiume nell'Alberta in Canada.     | 8,54° N    | 155,01° E   | 270 km    | Modificato in Athabasca Valles.      |
| Deva Valles      | Deva - Antico nome del fiume Dee in Scozia.   | 7,81° S    | 203,1° W    | 0 km      | n.d.                                 |
| Drinus Valles    | Drinus - Antico nome del fiume Dee in Scozia. | 22,96° S   | 342,5° W    | 0 km      | Abolito nel 1984.                    |
| Simud Vallis     | Simud - Il nome di Marte in sumero            | 19,09° N   | 321,99° E   | 987,99 km | Modificato in Simud Valles nel 2008. |